# Kościół Świętych Apostołów Piotra i Pawła w Przylesiu Dolnym
Kościół Świętych Apostołów Piotra i Pawła – rzymskokatolicki kościół filialny w miejscowości Przylesie Dolne (powiat brzeski, województwo opolskie). Świątynia należy do parafii św. Marcina Biskupa w Lipowej w dekanacie Grodków, diecezji opolskiej. Dnia 25 maja 1964 roku pod numerem 899/64 kościół został wpisany do rejestru zabytków nieruchomych województwa opolskiego.

## Historia kościoła
Obecny kościół został wybudowany w stylu gotyckim w XV wieku. Rozbudowany w 1713 roku oraz w XX wieku.

## Architektura i wnętrze kościoła
Jest to budowla murowana, otynkowana, wzniesiona na rzucie prostokąta. Prezbiterium jest węższe, do niego przylega zakrystia. Wieża przylega bezpośrednio do nawy. Całość terenu wokół kościoła okala XV-wieczny mur kamienny.